# Stephie Caire
Stéphanie Monique Camarena Caire, nota quasi esclusivamente come Stephie Caire, (Città del Messico, 10 gennaio 1991), è un'attrice, cantante, ballerina e fashion blogger messicana.
É nota per aver recitato in Cuando toca la campana nel ruolo di Nati, ma soprattutto per aver interpretato Doris nel programma televisivo per bambini Junior Express. 

## Biografia
Nata nel 1991 dalla francese Monique Caire e dal messicano Raphael Camarena, ha un fratello più grande di nome Raphael e uno più piccolo che si chiama Alain. Inizia la sua carriera televisiva nel 2007, partecipando al reality show High School Musical - La selección, permettendo così ai vincitori di partecipare ad un film spin-off del musical statunitense High School Musical. Arrivata in finale, non vinse ma prese parte comunque al film High School Musical - La sfida, interpretando il ruolo di Stephie, agli album del programma e al tour teatrale.
Nel 2010 diventa ambasciatrice di Disney's Friends for Change.
Nel 2011 è una dei protagonisti di Cuando toca la campana, interpretando il ruolo di Nati. Nello stesso anno, Stephie prese parte ad uno degli episodi della serie televisiva argentina Violetta.
Dal 2013 interpreta Doris nel programma televisivo per bambini argentino Junior Express.

## Vita privata
Stephie parla spagnolo, inglese, francese. È fidanzata  con l'attore e cantante messicano Jorge Blanco dal 2008, conosciuto nel reality show High School Musical - La selección. 
Il 4 Agosto 2016 l’attore le ha chiesto la mano, durante l’evento statunitense Top5Live, organizzato da lui stesso. Si sono sposati in segreto poco dopo. Vive a Los Angeles, insieme a Jorge. 

## Filmografia
Televisione
- High School Musical - La selección - programma televisivo (2007)
- Cuando toca la campana - serial TV (2011)
- Disney's Friends for Change Games - programma televisivo (2011)
- Violetta - serial TV (2012-2015)

Cinema
- High School Musical - La sfida, regia di Eduardo Rípari (2008)